# Genevieve Estelle Jones
Genevieve Estelle Jones (Circleville, 1847-Circleville, 1879), llamada Gennie por amistades y familia, fue una naturalista aficionada y artista ilustradora autodidacta estadounidense. Conocida como la otra Audubon, fue autora de una única obra, Illustrations of the nests and eggs of birds of Ohio, publicación que identificaba mediante cuidadas litografías con textos los nidos y huevos de las ciento treinta especies de aves que anidaban en Ohio.

## Biografía
Nació el 13 de mayo de 1847, hija de Nelson Edward Jones (1821-1901) y de Virginia Smith (1826-1906). Tenía un hermano seis años menor llamado Howard. Su padre Nelson, médico rural de profesión, era un gran aficionado a la historia natural y a la ornitología e inculcó a Gennie y Howard su pasión. La familia vivía junto al Canal de Ohio y Erie que conectaba Circleville con el lago Erie y el río Ohio al sur, una zona con abundantes humedales propicios para la observación de aves.
 

A los seis años empezó a acompañar a su padre cuando este hacía visitas médicas. Por el camino, él le enseñaba los principios de la ornitología y recogían nidos y huevos de aves para su colección (algo muy habitual en aquella época). En uno de estos recorridos encontraron un nido que no pudieron identificar (luego supieron que se trataba de una Oropéndola de Baltimore) lo que les hizo descubrir que no existía ningún trabajo científico sobre nidos y huevos de aves de Estados Unidos. También rescataban y criaban pájaros y tenían un aviario con diferentes especies en el granero detrás de su casa.

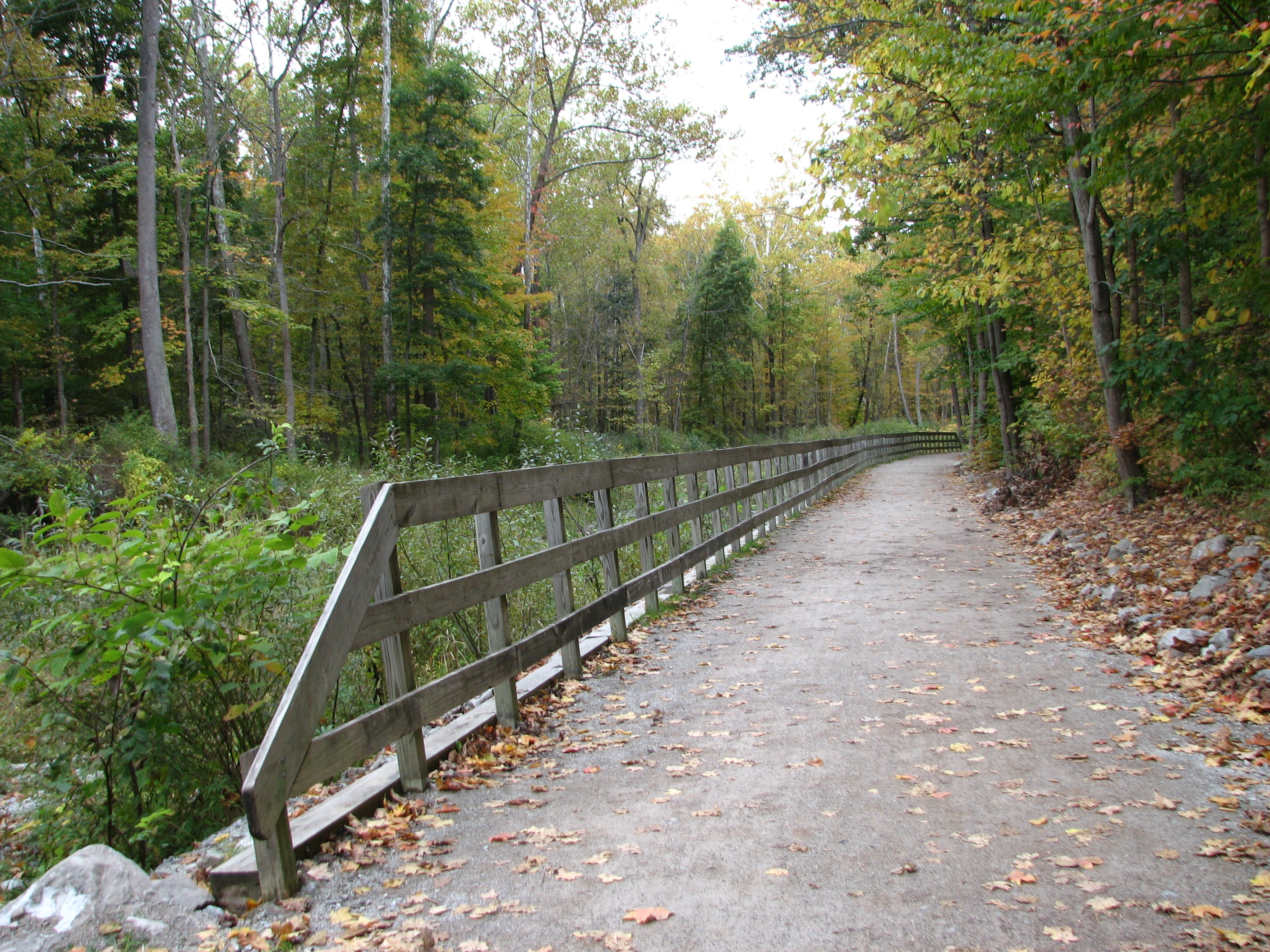
Canal de Ohio y Erie

### Formación
Su madre educó a Gennie y a su hermano Howard en casa hasta que comenzaron la Secundaria. En los estudios, la joven destacó en matemáticas, ciencias naturales, idiomas (francés, griego y alemán), música (piano y flauta), costura y danza. En 1865, se graduó en la Secundaria y continuó los estudios de idiomas, música, química, álgebra y cálculo de nuevo en casa. Un tutor de aquella época la consideró la estudiante más capaz a la que jamás había enseñado. Aunque era brillante, sus padres no le dieron la oportunidad de asistir a la universidad como su hermano Howard. Sin embargo, éste compró copias de sus libros de texto para Gennie y ella siguió aprendiendo por su cuenta. En lo que respecta a la ornitología y a la ilustración, fue autodidacta.

### Vida personal
Aunque muy inteligente y brillante, Gennie era tímida y sufría una ansiedad persistente originada tras vivir su adolescencia en la Guerra Civil estadounidense. Durante el conflicto bélico su padre estuvo sirviendo como médico cirujano en el Ejército de la Unión, lo que mantuvo a la familia en continua preocupación y tensión. Gennie sufría migrañas con frecuencia. Además, su considerable altura (medía 1,78 m) y una dolencia en la piel que la hacía parecer sonrojada en todo momento, no le facilitaban las relaciones sociales y pronto se vio aislada de sus amistades.
El hecho de que se estuviera acercando aún soltera a los treinta años, les preocupaba a ella y a sus padres. Pero, inesperadamente, se enamoró de un talentoso músico y crítico literario diez años mayor que ella. Aunque el pretendiente era bien visto por la familia, tenía un defecto fatal para los padres: bebía alcohol. Nelson estaba en contra de todo consumo de alcohol, excepto como medicina, y la madre pertenecía al Movimiento por la Templanza. La consecuencia fue que prohibieron a Gennie casarse y ella cayó en una profunda depresión.

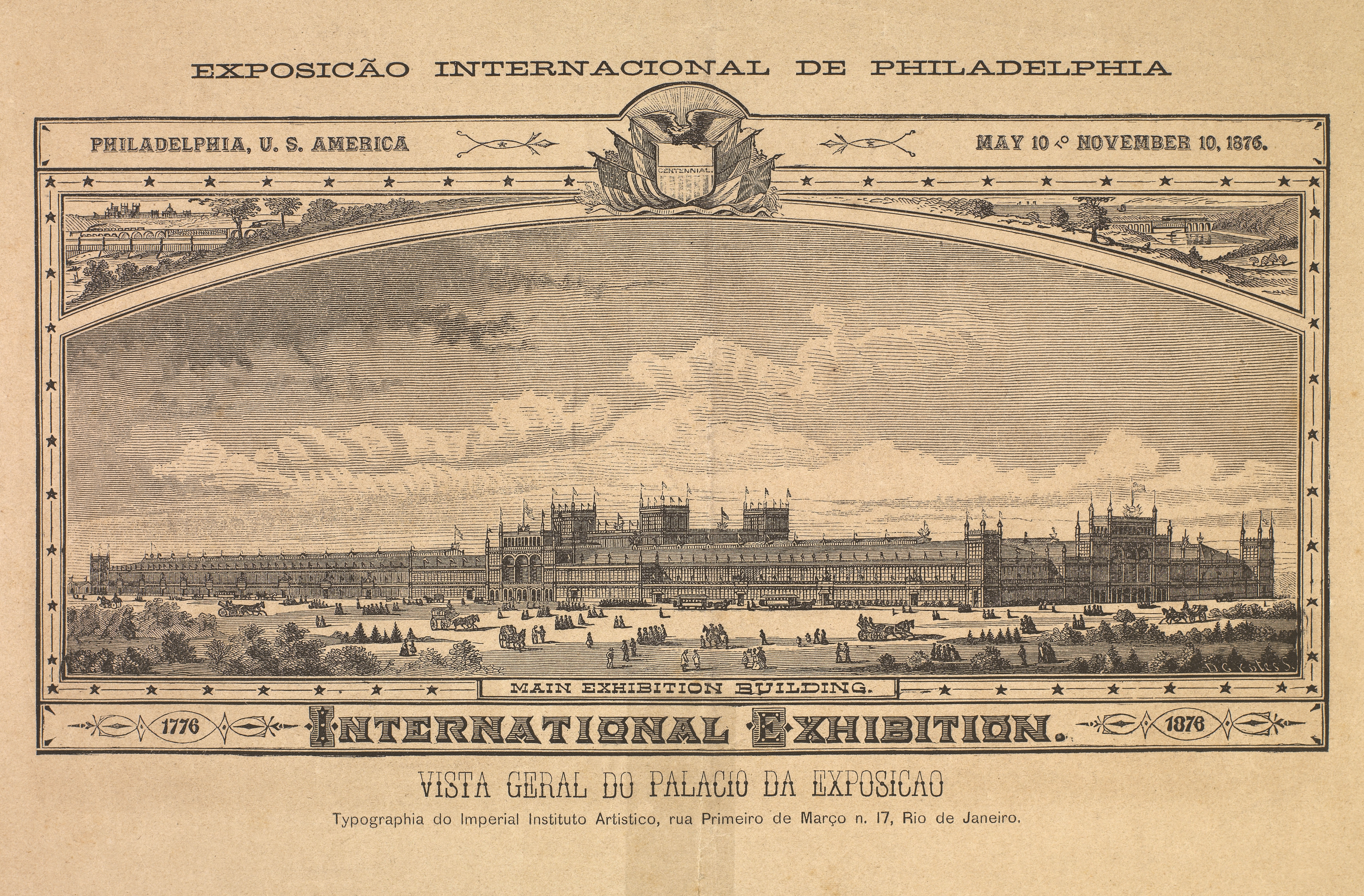
Tarjeta anunciadora de la Exposición Universal de Filadelfia (1876)

Después de su forzada ruptura amorosa, se fue a Filadelfia para vivir una temporada con su amiga de la infancia, Eliza Jane Shulze.
A la vuelta a casa de sus padres, para evitar que su hija se hundiera aún más en la depresión y dirigir su atención lejos de su fallida vida amorosa, su padre alentó a la joven para que hiciera realidad un sueño de la infancia: crear un libro de ilustraciones sobre nidos y huevos de pájaros. Pero, a los treinta y dos años y cuando llevaba hecha solo una parte de las láminas, Gennie contrajo fiebre tifoidea y falleció días después, el 17 de agosto de 1879. Tras semanas de duelo, su familia decidió que se encargarían de completar el libro como un homenaje a la desafortunada joven.

## Ilustraciones de los nidos y huevos de las aves de Ohio

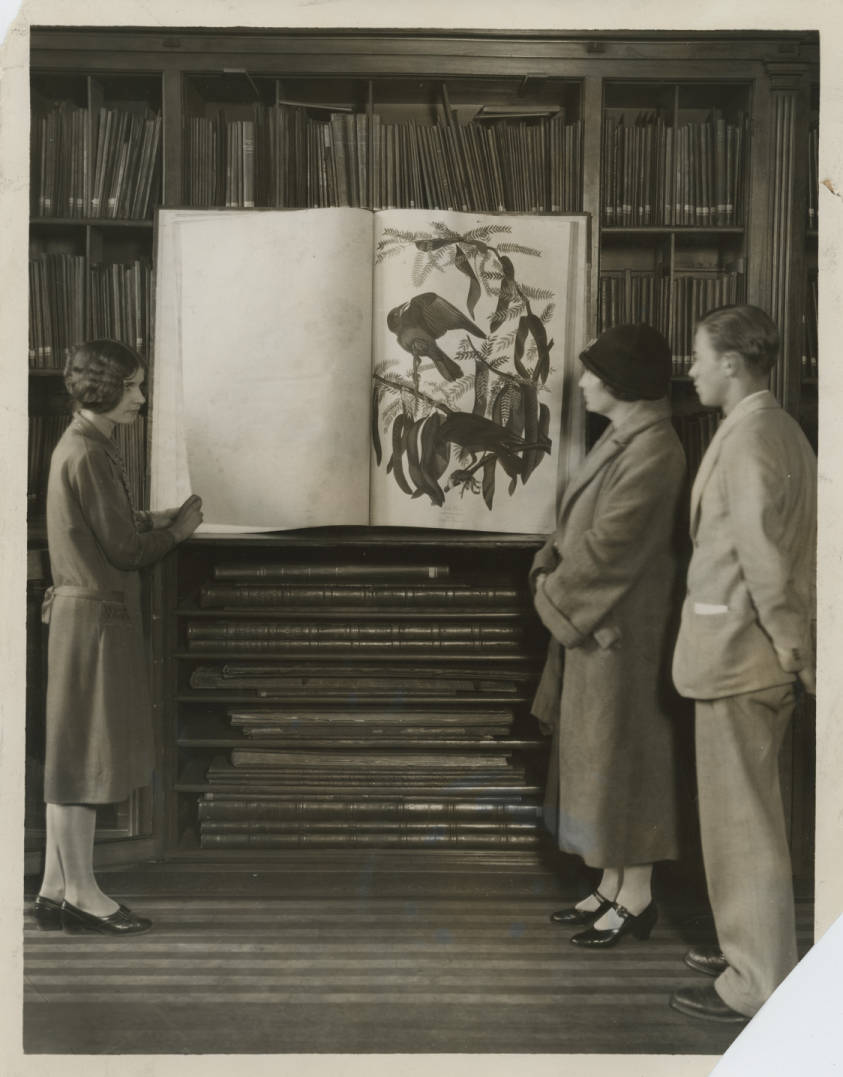
El libro Aves de América de Audubon, 1926

En 1876, cuando se trasladó a Filadelfia, visitó la Exposición Universal que se celebraba allí de mayo a noviembre. Aquella era la primera vez que tenía lugar una Feria Mundial en Estados Unidos. Allí pudo admirar una exhibición de las ilustraciones del libro Las aves de América, obra cumbre de John James Audubon. La visita a la exposición hizo retomar a Gennie la idea de ilustrar los nidos y huevos de las aves americanas. Al regresar a Circleville sus padres la animaron a iniciar el proyecto.
Junto con su amiga Eliza Schulze, ambas artistas aficionadas y sin formación académica, se embarcó en la aventura. Aunque inicialmente querían ilustrar e imprimir las más de trescientas especies que se reproducían en Estados Unidos, su padre las convenció para que se limitaran solo a las de Ohio, unas 130 aves. Nelson financiaría el proyecto y su hermano Howard recogería los nidos y escribiría el texto que debía acompañar a las láminas. Eliza la ayudaría a medir y dibujar los nidos. Además, el que luego sería el suegro de su hermano, el reverendo McMullin, se ofreció a supervisar los nombres científicos de las aves en latín.
Las imágenes requerían una laboriosa preparación antes de su publicación, pero nadie en la familia sabía nada de litografía. Por ello, la empresa a la que solicitaron la impresión de las ilustraciones, The Krebs Lithographing Company, se prestó a instruir por correspondencia a Gennie y Eliza. El pequeño estudio en el que trabajaban se llenó tanto con las herramientas, las pinturas, los grabados y las planchas litográficas de piedra que la familia tuvo que agregar dos habitaciones más a la casa. Genevieve y Eliza dibujaban una ilustración a cada lado de las piedras litográficas de treinta kilos. Después, las piedras se embalaban cuidadosamente en cajas para su protección y se enviaban a ochenta kilómetros de distancia, a la Krebs Lithographing Company de Cincinnati para su impresión. El plan para comercializar el libro siguió la línea de otros libros clásicos de gran formato que se editaron en la época: se decidió lanzar las ilustraciones periódicamente y por suscripción. Cada juego de tres láminas costaría 5.99 dólares en el caso de la versión coloreada a mano y 2 dólares para la versión sin color.

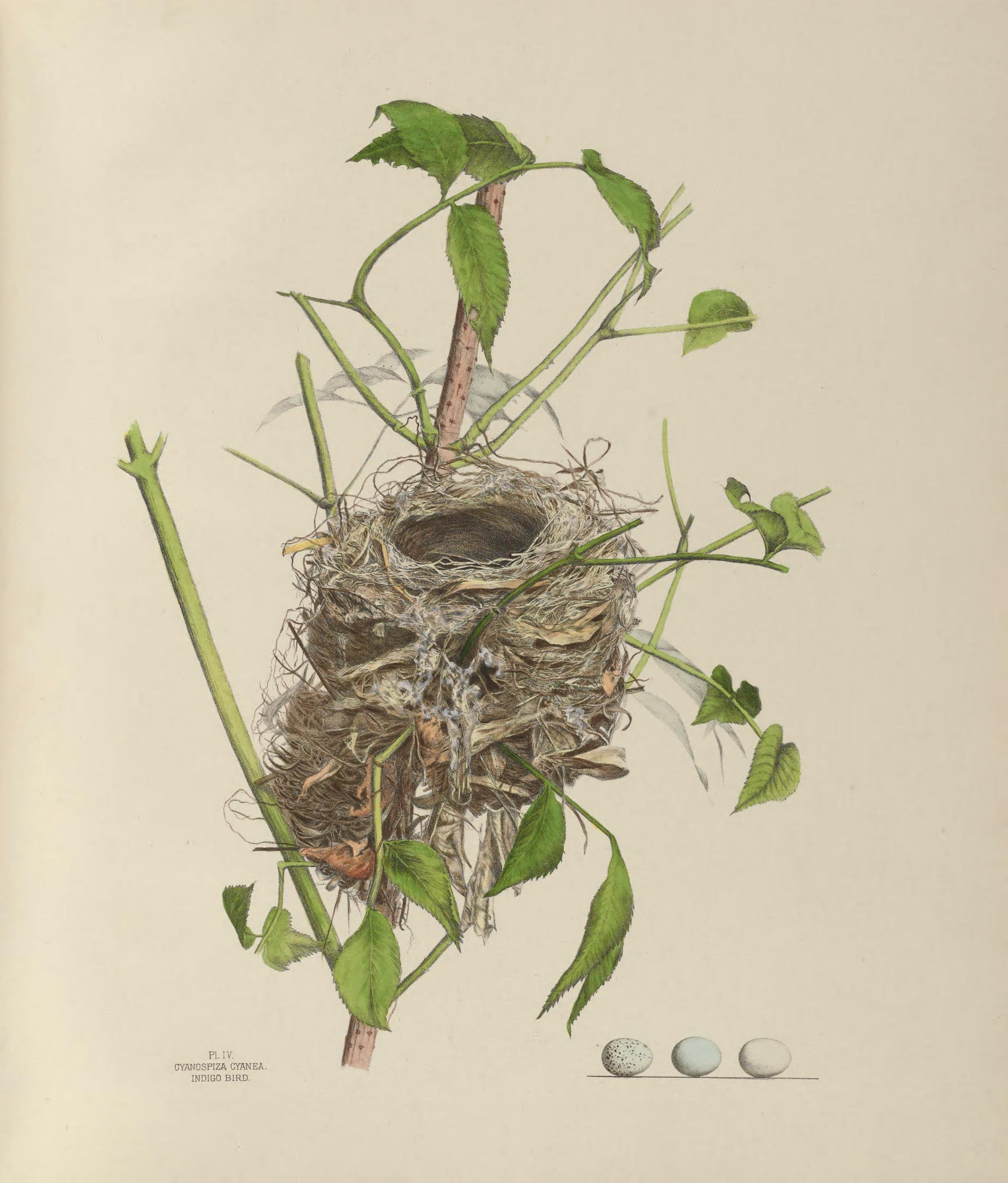
Nido de Cyanopica cyanus. Azulejo índigo

En 1878 se completaron las tres primeras litografías y se enviaron muestras a varios organismos científicos y personas expertas para que las valoraran. Las pruebas impresas y el texto que las acompañaba recibieron reseñas muy favorables, incluidas las de Elliott Coues y William Brewster. Pronto se aseguraron una veintena de suscripciones y el primer juego de láminas se envió en julio de 1879. Sin embargo, justo cuando el segundo juego de impresiones estaba listo para ser enviado, Gennie enfermó y murió a las tres semanas. Las únicas cinco ilustraciones que pudo completar fueron las correspondientes a los nidos de las siguientes aves: zorzal de bosque, azulejo índigo, tirano sabanero, febe oriental y reinita amarilla.

Desde Audubon no ha habido nada en cuanto a ilustraciones pictóricas de la ornitología estadounidense comparable a la presente obra; nada que afirme la unión de igual grado de destreza artística y precisión científica.
Elliott Coues

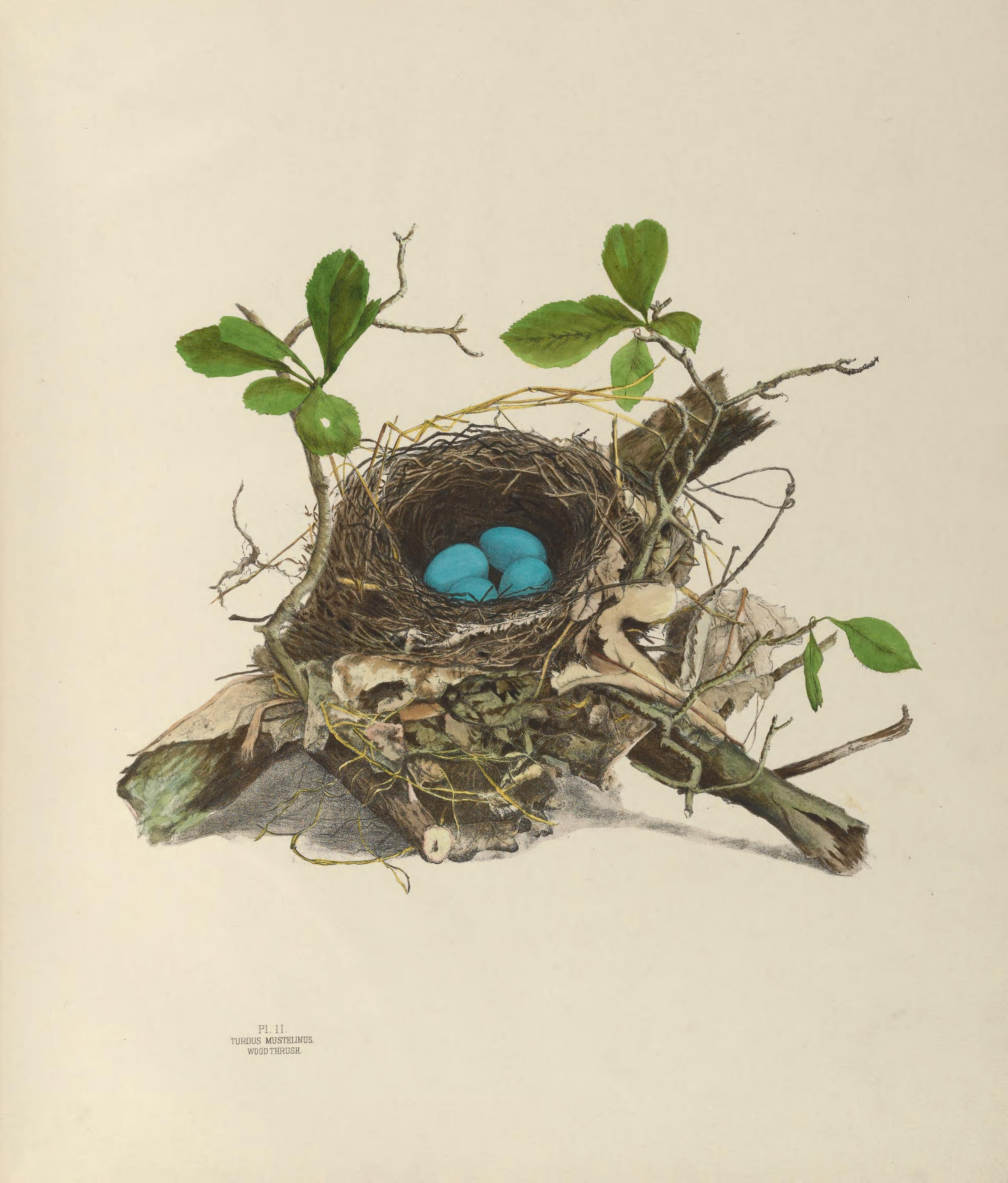
Nido de Turdus mustelinus (o Hylocichla mustelina). Zorzal de bosque.

Aún así, la familia decidió completar la obra. Su amiga Eliza cedió todos los derechos sobre el título a la familia Jones que, decidida a seguir adelante, asumió la responsabilidad de todas las ilustraciones y contrató a tres artistas más: Nellie D. Jacob, Josephine Klippart y Kate Gephart. La madre de Gennie, Virginia, aprendió a dibujar y, copiando  el estilo de su hija, elaboró imágenes de una calidad muy semejante. Al final, y a pesar del aumento en los costos, se mantuvo el programa de suscripciones y se completaron noventa láminas, cincuenta y tres de las cuales fueron coloreadas a mano. Posteriormente se editaron cien ejemplares de todas las ilustraciones encuadernadas en dos volúmenes, de los que hoy en día se conservan muy pocos ejemplares. Después de que Nelson muriera en 1901 y Virginia en 1906, su hijo Howard cerró definitivamente las puertas del estudio.
El libro fue una obra pionera en la ilustración científica de Historia natural y la Sociedad Ornitológica de Estados Unidos la reconoció como una referencia esencial para el estudio de las aves. La obra se ha publicado de nuevo con técnicas digitales que permiten abaratar su coste y hacerla más accesible.